# Arroyo Veras
El Arroyo Veras es un curso de agua uruguayo que atraviesa el departamento de Tacuarembó perteneciente a la cuenca hidrográfica del Río de la Plata.
Nace en la Cuchilla de las Clara y desemboca en el río Tacuarembó tras recorrer alrededor de 28 km.